# Лисолай
Лисолай (на македонска литературна норма: Лисолај) е село в община Битоля на Северна Македония.

## География
Селото се намира на 730 m надморска височина в областта Пелагония, в подножието на планината Древеник, на 13 km северно от Битоля. Край селото е разположен Лисолайският манастир „Свети Архангел Михаил“. В селото работи основно училище до четвърто отделение.

## История
Местна легенда обяснява името на селото така: един ден ловджия от селото взел на лов с кучето си Лиса и децата си; децата се загубили и ловджията постоянно викал на кучето „Лисо, лай“.
В сиджил от 1620-1621 година е отбелязано, че 28 ханета (домакинства) в Лисолай дължат военния данък нузул за османския поход срещу Полша.
В XIX век Лисолай е изцяло българско село в Битолска кааза, Битолска нахия на Османската империя. Църквата „Света Петка“ е изградена в 1865 година. Според статистиката на Васил Кънчов („Македония. Етнография и статистика“) от 1900 година Лисолай има 340 жители, всички българи християни.
На Етнографската карта на Битолския вилает на Картографския институт в София от 1901 година Лисолай е чисто българско село в Битолската каза на Битолския санджак с 45 къщи.
След Илинденското въстание в началото на 1904 година цялото село минава под върховенството на Българската екзархия. По данни на секретаря на екзархията Димитър Мишев („La Macédoine et sa Population Chrétienne“) в 1905 година в Лисолой има 400 българи екзархисти.
При избухването на Балканската война 1 човек от Лисолай е доброволец в Македоно-одринското опълчение.
В 1961 година селото има 679 жители. Голяма част от населението се изселва в Битоля, Скопие, Австралия, САЩ и Германия. Според преброяването от 2002 година селото има 225 жители, 224 самоопределили се като северномакедонци и един друг.
| Националност     | Всичко |
| северномакедонци | 224    |
| албанци          | 0      |
| турци            | 0      |
| роми             | 0      |
| власи            | 0      |
| сърби            | 0      |
| бошняци          | 0      |
| други            | 1      |

## Личности
Родени в Лисолай
- Димко Неделков, български революционер от ВМОРО, четник на Димче Сарванов[9]
- Иван (Йон, Йован) Роглев – Лисолаецът, български революционер, районен войвода в Битолско по време Илинденско-Преображенското въстание[10][11]
- Михаил (Миалече) Лисолаец, български революционер

Починали в Лисолай
- Пецо Суходолчето (? - 1906), български революционер от ВМОРО